# Edgar Jené
Edgar Jené, född 4 mars 1904 in Saarbrücken, död 15 juni 1984 i franska La Chapelle-Saint-André, var en tysk bildkonstnär, grafiker och betydande surrealist.

## Biografi
Från 18 års ålder, åren 1922–1924 studerade Edgar Jené vid Konstakademin i München, Akademie der Bildenden Künste. 1924 flyttade han till Paris för fortsatta studier vid École nationale supérieure des Beaux-Arts, liksom vid Académie Julian och Académie de la Grande Chaumière. Han lärde känna företrädare för den surrealistiska rörelsen, sådana som André Breton och Max Ernst. I Paris var Jené bosatt fram till 1928, då han återvände till Saarbrücken. Till 1935 verkade han där som fri konstnär. 1929 gifte han sig med Charlotte ("Coco") Pfaller, två år senare föddes sonen Tom. 1935 emigrerade Edgar Jené till Wien på grund av den politiska utvecklingen i Nazityskland. 
1937 beslagtog propagandaministeriet de verk av Jené som fanns på tyska museer, inom ramen för en landsomfattande aktion riktad mot så kallad entartete Kunst. Det var två akvareller, ett grafiskt blad, tre målningar och två teckningar. Två av målningarna noterades som zerstört [förstörda] efter värdering, medan den tredje saknar proveniens sedan den 1941 returnerats till ministeriet från en konsthandlare som haft den till försäljning på provision. Resten har sålts billigt direkt ur depåerna till godkända konsthandlare. En av hans teckningar följde med i en större mängd beslagtagna teckningar av olika konstnärer som byttes mot ett attraktivt konstverk.
Efter en skilmässa gifte Edgar Jéne om sig 1938 med den österrikiska barnboksförfattaren Erica Lillegg. Till deras vänner hörde Paul Celan efter andra världskriget. Jené illustrerade bland annat Celans debutdiktsamling Der Sand aus den Urnen och ombesörjde även tryckningen av den 1948. Tillsammans organiserade de samma år Österrikes första surrealismutställning. För övrigt var Jéne verksam som bildredaktör för tidskriften Plan (1945–1948) i Wien. Han var även medredaktör för Surrealistische Publikationen (1950–1954) som avsåg att introducera surrealismen och vara en plattform för den.
Vid sidan av Albert Paris Gütersloh kan Edgar Jené sägas ha blivit en spiritus rector eller inspiratör för den gruppering inom Art-Club som senare skulle få namnet Den fantastiska realismens skola i Wien. På Phantastenmuseum, som är den skolans särskilda museum i Wien, intar Jené sedan museets öppnande i januari 2011 en hedrande plats som impulsgivare och finns representerad där med verk. 
Redan 1950 flyttade emellertid Edgar Jené ifrån Wien, tillbaka till Paris, där han bodde till 1965. Han upprätthöll en tät kontakt med den andra generationen av surrealistiska konstnärer som etablerat sig runt Galérie Furstenberg. Under denna period organiserade han åtskilliga utställningar, bland annat också hemma i Saarland. (Saarland Museum i Saarbrücken innehar till exempel tre oljemålningar på duk och pannå av honom.) Under ett par decennier därefter, från 1965 och fram till sin död bodde Edgar Jené i en medeltida kvarnbyggnad i den lilla franska byn La Chapelle-Saint-André i departementet Nièvre.

## Utställningar (urval)

### Separatutställningar
- Regelbundna utställningar på Galerie Elitzer i Saarbrücken (1933–2013)
- Heimatmuseum i Saarbrücken (1930–1931)
- Galerie Flechtheim i Berlin (1931)
- Galérie Nina Dausset i Paris (1948)
- Saarlandmuseum i Saarbrücken (1951)
- Flera utställningar på Galérie Furstenberg i Paris (1954–1960)
- Saarlandmuseum i Saarbrücken (1964)
- Museum Pfalzgalerie i Kaiserslautern (1965)
- Saarlandmuseum i Saarbrücken (1974)

### Samlingsutställningar
- Salon des Indépendants, Paris (1928-29)
- Novembergruppe, Berlin (1931)
- Modern art of 20th century, förbjuden tysk konst på Burlington Gallery i London (1938)
- Peinture surréaliste en Europe, Saarlandmuseum i Saarbrücken (1952)
- Art 1955, Musée des beaux-arts i Rouen (1955)
- Surréalisme et précurseurs, Palais Granvelle i Besançon (1961)
- Surrealismus. Phantastische Malerei der Gegenwart, Künstlerhaus Wien (1962)
- Le surréalisme, Galerie Charpentier i Paris (1964)
- Der Geist des Surrealismus, Baukunst-Galerie i Köln (1971)
- Der Surrealismus 1922–1942, Haus der Kunst i München (1972)

## Enskilda verk
- Coco (1928) 37,7×46,1 cm. Privat ägo

### Museer
- Phantastenmuseum i Wien
- Pfalzgalerie Kaiserslautern
  - Der Geworfene (1952), olja på kartongpapp, 62×44cm.
  - Badende, målning, beslagtagen 1937, på kommission för 15 dollar hos konsthandlare Karl Buchholz i Berlin 1939-41, därefter returnerad till ministeriet. Vidare proveniens saknas.
  - Am Strand, akvarell, tempera, beslagtagen 1937, köpt för 2 dollar från Schloss Schönhausens värdedepå i december 1940 av Karl Buchholz och överförd till Buchholz Gallery i New York 1941.
  - Komposition, akvarell, för övrigt som föregående.
  - Tiger, tuschteckning, som föregående men köpt för 1 dollar.
  - Akt, tuschteckning, beslagtagen 1937, Schönhausens depå, på kommission hos konsthandlare Hildebrand Gurlitt i Hamburg 1939-40, returnerad, därefter förvärvad av konsthandlare Bernhard A. Böhmer i Güstrow, tillsammans med 22 teckningar av Karl Hofer och 5 akvareller av Henry Moore, i utbyte mot Künstlergesellschaft in Neapel [?].
- Saarland Museum i Saarbrücken
  - Das Lager (1945), olja på duk, 61×74cm.
  - Handschuh der Nereïde, olja på pannå, 46×38,5cm.
  - Mondvogel (1950), olja på pannå, 73,2×59,5cm.
  - Fische, målning, beslagtagen 29 augusti 1937, noterad som "utplånad" i NS-inventarium.
  - Stilleben, målning, beslagtagen samtidigt som förra och noterad som "utplånad".
  - Komposition, grafiskt blad, beslagtagen samtidigt, köpt ur depå för 2 dollar av Karl Buchholz i december 1940 och förd till Buchholz Gallery i New York.

## Utmärkelser
- 1931-32: Villa Massimo
- 1964: Kunstpreis des Saarlandes

### Fotnoter
1. 1 2  RKDartists, RKDartists-ID: 42165, läst: 22 augusti 2017.[källa från Wikidata]
2. ↑  Gemeinsame Normdatei, läst: 19 december 2014.[källa från Wikidata]
3. ↑  Libris, Kungliga biblioteket, 21 januari 2013, Libris-URI: 42gkq9fn1wvsx5k, läst: 24 augusti 2018.[källa från Wikidata]
4. ↑  Villa Massimo Stipendien (på tyska), läs online, läst: 11 mars 2025.[källa från Wikidata]
5. ↑  liste-rvm-1928-2023 (på tyska), läs online, läst: 10 mars 2025.[källa från Wikidata]
6. ↑  läs online, www.saarland.de , läst: 21 december 2019.[källa från Wikidata]
7. ↑  Kort om Surrealistische Publikationen